# تالا حديد
تالا حديد (بالإنجليزية: Tala Hadid)‏ هي مخرجة ومنتجة ومصورة بريطانية أمريكية من أصول عراقية ولدت في سنة 1974 في لندن، والدها هو فولاذ حديد وعمتها هي المعمارية الشهيرة زها حديد، نشرت أعمالها في متحف نيويورك للفنون الحديثة، كما أخرجت عدة أفلام قصيرة ومنها فيلم شعرك الأسود يا إحسان وألذي فاز بجائزة أفضل فيلم قصير في مهرجان برلين السينمائي الدولي في سنة 2005.